# Lazarets de Tours
Les lazarets sont des bâtiments de soins pour les personnes atteintes de la lèpre, de la peste au d'autres maladies. Plus exactement ce sont des lieux de quarantaine, volontairement mis à l'écart des centres-villes afin d'éviter la propagation des maladies. On utilise aussi le terme de maladrerie ou de léproserie. Ces lieux ont été construits tout au long du Moyen-Âge et furent utilisés durant l'époque moderne.

## Origine
Les premiers lazarets furent créés au XIIe siècle, à l’extérieur des limites de l’ancienne ville de Tours dans le but d’éviter la propagation des maladies, mais plus particulièrement de la lèpre. Ce sont par exemple les maladreries Saint-Lazare, près du quartier Sanitas ; Sainte-Anne dans le quartier de la Riche ou encore la chapelle des lazaristes tout près de la cathédrale Saint-Gatien. Ces lieux sont maintenant dans l’actuel centre de la ville mais ils sont soit reconvertis comme Saint-Lazare en maison de retraite, soit en rénovation comme la chapelle des lazaristes ou bien tout simplement détruits et transformés en sites archéologiques comme Saint-Pierre-le-Puellier. Ces maladreries étaient aussi souvent appelés sanitas, terme qui provient du latin et qui veut dire « santé ».

Des anciens lazarets
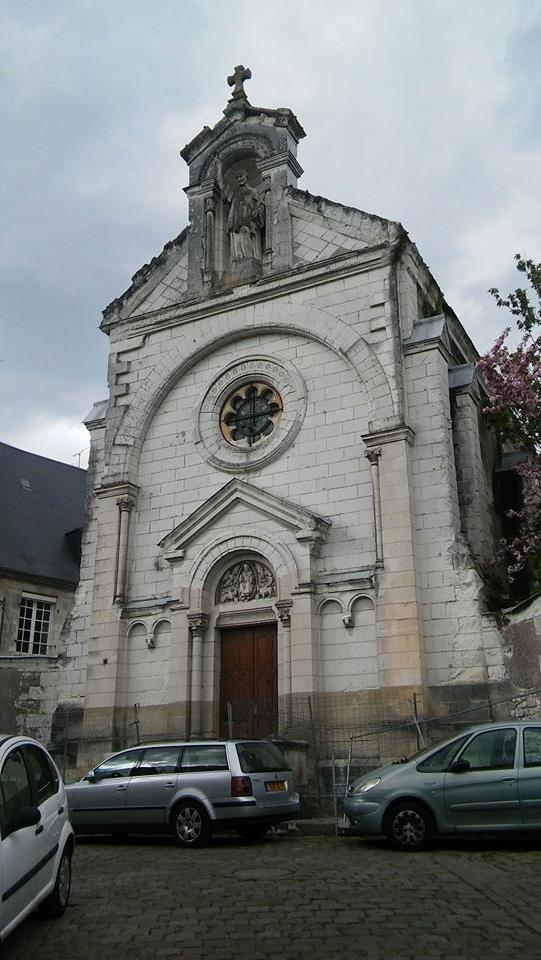
La chapelle des lazaristes, lieu de soin pour les malades au Moyen-Âge.
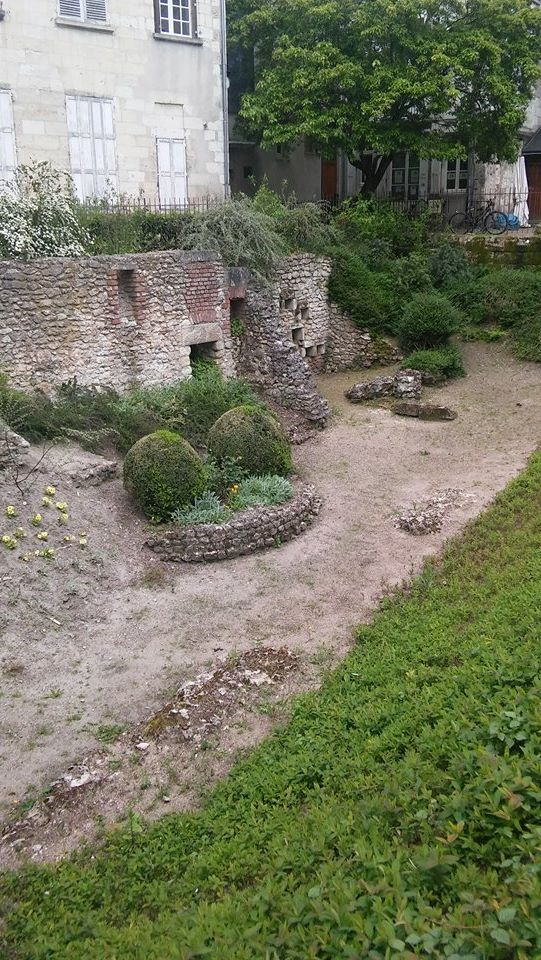
Saint-Pierre-le-Puellier, ancien lieu de soin sous forme de site archéologique.
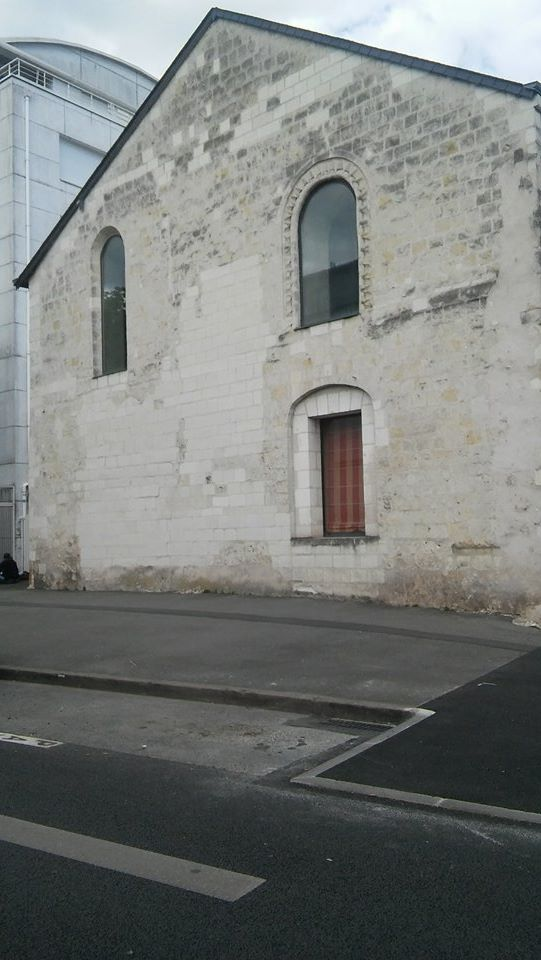
La maladrerie Saint-Lazare, actuellement associé à une maison de retraite.

### La prolifération des lazarets
Eu Europe, au milieu du XIVe siècle se répand la Grande Peste, connu aussi sous le nom de Peste Noire. Elle se propage d’abord dans les grandes villes du sud de l’Europe puis se diffuse dans les provinces, notamment à Tours par l’intermédiaire de la ville de Lyon. Même si la médecine et les lieux de soins étaient déjà présents dans la ville, la peste n’a pas pu être endiguée. Son arrivée fut rapide simplement du fait de l’efficacité des axes de communications à l’époque médiévale. On peut noter aussi que la ville fut frappée à de nombreuses reprises et qu’au XVIe siècle, une mise en quarantaine se met en place avec l’instauration de nombreuses précautions comme l’isolement strict des malades. Ces périodes de troubles sanitaires permirent donc la construction des nombreux autres lieux de soins. Les lazarets fonctionnèrent encore jusqu’au XVIIe siècle pour la peste, dans la ville de Tours. La peste disparue de la ville seulement au cours de ce siècle. Au début de l’époque moderne, on comptait environ une soixantaine de lieux de soin en Indre-et-Loire.

### Les donneurs de soins
Dans les lazarets au XIVe siècle, du fait de la peste évoquée plus haut, les moines et le personnel chargé des soins portaient assistance aux individus atteints par la peste. Mais les conditions de vie n’étaient pas identiques aux notre aujourd’hui. Les malades étaient nombreux et donc partageaient par exemple les lits ce qui augmentait considérablement les transmissions de maladies. On y pratiquait beaucoup la chirurgie comme la saignée grâce à des chirurgiens-barbiers qui n’avaient pas forcément de formation universitaire et aussi à l’aide de chirurgiens qui, eux, avaient cette formation du fait de leurs études à l’université de Montpellier notamment, université connue pour son instruction médicale au Moyen-Âge.

## L'exemple de Nicolas de Nancel
Nicolas de Nancel (1539-1610), était un médecin humaniste. Il écrivit un traité en 1581 concernant la Grande peste dans la ville de Tours. Dans ce traité, il s'adressa aux administrateurs de la ville de Tours en langue vernaculaire pour plus de compréhension, dans le but de limiter la progression de la peste dans la ville. Ce traité est très ample, car il se divise en trois livres, s'adressant aux « Messieurs de Tours ».

### Les recommandations d'un médecin
Nicolas de Nancel fit des recommandations concernant les conditions d'hygiène, une description de la maladie mais aussi une hypothèse sur la provenance de la maladie. Selon lui, le changement d'air dans la ville aurait été à l'origine du développement de la maladie à Tours, il alla même jusqu'à évoquer la relation entre les astres et la qualité de l'air. Les incendies de Chenonceaux et Chinon furent très importants, et auraient été les responsables de la mauvaise qualité de l'air à Tours.

### La préoccupation des patients
Ce médecin se posa la question de l'accompagnement du patient dans sa maladie, car les pestiférés étaient vite victimes de la stigmatisation. En effet, les malades ne déclaraient guère leur maladie et la cachaient de peur de se retrouver jeter vivant dans la fosse commune. Mais ceci n'était pas la seule peur des malades. En effet, ils craignaient de se voir également confisquer leurs biens, car lorsqu'un individu se retrouvait dans un lazaret de la ville, les biens étaient mis au service de la communauté pour permettre de payer les frais des soins (ceux-ci étant très coûteux) ou parfois brûlés.

### Une volonté de comprendre
Nicolas de Nancel, fit appel au grand chirurgien de Tours, Maître Siméon, afin d'avoir une description des symptômes de la maladie. Ce chirurgien exerçait son métier dans la maladrerie Saint-Lazare, qui est près de l'actuel quartier Sanitas. Maître Siméon analysait les corps post-mortem et les disséquait dans les lazarets pour comprendre le développement de la maladie dans le corps.